# 공법상 사건
공법상 사건이란 행정법상 법적 효과를 가져오는 행정법상 법률사실 중 사람이나 행정주체의 정신작용을 요소로 하지 않는 법률사실을 의미한다. 이것은 정신작용을 요소로 하는 사인의 공법행위나 행정주체의 행정행위 등의 법률사실과 구별된다.